# Grand Prix de Plumelec-Morbihan 2014
La 38e édition du Grand Prix de Plumelec-Morbihan a eu lieu le 31 mai 2014. C'est la dixième épreuve de la Coupe de France de cyclisme sur route 2014. La course fait partie du calendrier UCI Europe Tour 2014 en catégorie 1.1.

## Présentation

### Équipes
Classé en catégorie 1.1 de l'UCI Europe Tour, le Grand Prix de Plumelec-Morbihan est par conséquent ouvert aux UCI ProTeams dans la limite de 50 % des équipes participantes, aux équipes continentales professionnelles, aux équipes continentales et aux équipes nationales.
Douze équipes participent à ce Grand Prix de Plumelec-Morbihan - trois ProTeams, trois équipes continentales professionnelles et six équipes continentales :
| UCI ProTeams     | UCI ProTeams | UCI ProTeams |
| Nom de l'équipe  | Pays         | Code         |
| ---------------- | ------------ | ------------ |
| AG2R La Mondiale | France       | ALM          |
| FDJ.fr           | France       | FDJ          |
| Europcar         | France       | EUC          |

| Équipes continentales professionnelles | Équipes continentales professionnelles | Équipes continentales professionnelles |
| Nom de l'équipe                        | Pays                                   | Code                                   |
| -------------------------------------- | -------------------------------------- | -------------------------------------- |
| Bretagne-Séché Environnement           | France                                 | BSE                                    |
| Cofidis                                | France                                 | COF                                    |
| Wanty-Groupe Gobert                    | Belgique                               | WGG                                    |

| Équipes continentales   | Équipes continentales | Équipes continentales |
| Nom de l'équipe         | Pays                  | Code                  |
| ----------------------- | --------------------- | --------------------- |
| BigMat-Auber 93         | France                | BIG                   |
| Differdange-Losch       | Luxembourg            | CCD                   |
| La Pomme Marseille 13   | France                | LPM                   |
| Nankang-Fondriest       | Italie                | CEF                   |
| Roubaix Lille Métropole | France                | RLM                   |
| Wallonie-Bruxelles      | Belgique              | WBC                   |

## Classement final
|    | Coureur              | Pays     | Équipe                       |    | Temps           |
| -- | -------------------- | -------- | ---------------------------- | -- | --------------- |
| 1  | Julien Simon         | France   | Cofidis                      | en | 4 h 22 min 15 s |
| 2  | Luis Ángel Maté      | Espagne  | Cofidis                      | +  | 0 s             |
| 3  | Armindo Fonseca      | France   | Bretagne-Séché Environnement |    | 0 s             |
| 4  | Maxime Vantomme      | Belgique | Roubaix Lille Métropole      |    | 5 s             |
| 5  | Rémy Di Grégorio     | France   | La Pomme Marseille 13        |    | 7 s             |
| 6  | Thomas Voeckler      | France   | Europcar                     |    | 11 s            |
| 7  | Samuel Dumoulin      | France   | AG2R La Mondiale             |    | 11 s            |
| 8  | Clément Saint-Martin | France   | La Pomme Marseille 13        |    | 11 s            |
| 9  | Jean-Marc Bideau     | France   | Bretagne-Séché Environnement |    | 11 s            |
| 10 | Pierrick Fédrigo     | France   | FDJ.fr                       |    | 11 s            |

## Liste des participants
- Liste de départ complète

| Légende | Légende                                                                       | Légende | Légende                                                    |
| ------- | ----------------------------------------------------------------------------- | ------- | ---------------------------------------------------------- |
| Num     | Dossard de départ porté par le coureur sur ce Grand Prix de Plumelec-Morbihan | Pos     | Position à l'arrivée de la course                          |
|         | Indique un maillot de champion national ou mondial, suivi de sa spécialité    | NP      | Indique un coureur qui n'a pas pris le départ de la course |
| AB      | Indique un coureur qui n'a pas terminé la course                              | HD      | Indique un coureur qui a terminé la course hors des délais |

| AG2R La Mondiale ALM | AG2R La Mondiale ALM         | AG2R La Mondiale ALM |
| -------------------- | ---------------------------- | -------------------- |
| Num                  | Coureur                      | Pos                  |
| 1                    | Samuel Dumoulin (FRA)        | 7e                   |
| 2                    | Mikaël Cherel (FRA)          | 41e                  |
| 3                    | Maxime Daniel (FRA)          | AB                   |
| 4                    |                              |                      |
| 5                    | Alexis Gougeard (FRA)        | 30e                  |
| 6                    | Hugo Houle (CAN)             | 49e                  |
| 7                    | Jean-Christophe Péraud (FRA) | 48e                  |
| 8                    | Sébastien Turgot (FRA)       | 57e                  |

| FDJ.fr FDJ | FDJ.fr FDJ                     | FDJ.fr FDJ |
| ---------- | ------------------------------ | ---------- |
| Num        | Coureur                        | Pos        |
| 11         | Geoffrey Soupe (FRA)           | 45e        |
| 12         | Pierrick Fédrigo (FRA)         | 10e        |
| 13         | Anthony Geslin (FRA)           | 54e        |
| 14         | Pierre-Henri Lecuisinier (FRA) | AB         |
| 15         | Laurent Mangel (FRA)           | 62e        |
| 16         | Émilien Viennet (FRA)          | AB         |
| 17         |                                |            |
| 18         | Benoît Vaugrenard (FRA)        | 36e        |

| Europcar EUC | Europcar EUC            | Europcar EUC |
| ------------ | ----------------------- | ------------ |
| Num          | Coureur                 | Pos          |
| 21           | Bryan Coquard (FRA)     | 53e          |
| 22           | Jérôme Cousin (FRA)     | 52e          |
| 23           | Cyril Gautier (FRA)     | 11e          |
| 24           | Romain Guillemois (FRA) | 27e          |
| 25           | Vincent Jérôme (FRA)    | 51e          |
| 26           | Alexandre Pichot (FRA)  | 58e          |
| 27           | Kévin Réza (FRA)        | 19e          |
| 28           | Thomas Voeckler (FRA)   | 6e           |

| Bretagne-Séché Environnement BSE | Bretagne-Séché Environnement BSE | Bretagne-Séché Environnement BSE |
| -------------------------------- | -------------------------------- | -------------------------------- |
| Num                              | Coureur                          | Pos                              |
| 31                               | Jean-Marc Bideau (FRA)           | 9e                               |
| 32                               | Erwann Corbel (FRA)              | 13e                              |
| 33                               | Romain Feillu (FRA)              | 25e                              |
| 34                               | Armindo Fonseca (FRA)            | 3e                               |
| 35                               | Clément Koretzky (FRA)           | AB                               |
| 36                               | Christophe Laborie (FRA)         | 31e                              |
| 37                               | Vegard Stake Laengen (NOR)       | 23e                              |
| 38                               | Pierre-Luc Périchon (FRA)        | 32e                              |

| Cofidis COF | Cofidis COF                 | Cofidis COF |
| ----------- | --------------------------- | ----------- |
| Num         | Coureur                     | Pos         |
| 41          | Yoann Bagot (FRA)           | 34e         |
| 42          | Jérôme Coppel (FRA)         | 39e         |
| 43          | Nicolas Edet (FRA)          | 12e         |
| 44          | Romain Hardy (FRA)          | 29e         |
| 45          | Rein Taaramäe (EST) (Route) | 28e         |
| 46          | Luis Ángel Maté (ESP)       | 2e          |
| 47          | Daniel Navarro (ESP)        | 40e         |
| 48          | Julien Simon (FRA)          | 1er         |

| Wanty-Groupe Gobert WGG | Wanty-Groupe Gobert WGG | Wanty-Groupe Gobert WGG |
| ----------------------- | ----------------------- | ----------------------- |
| Num                     | Coureur                 | Pos                     |
| 51                      | Frederik Backaert (BEL) | AB                      |
| 52                      |                         |                         |
| 53                      | Thomas Degand (BEL)     | 53e                     |
| 54                      | Jérôme Gilbert (BEL)    | 60e                     |
| 55                      | Roy Jans (BEL)          | AB                      |
| 56                      | Marco Minnaard (NED)    | 59e                     |
| 57                      | Nico Sijmens (BEL)      | 14e                     |
| 58                      | Kévin Van Melsen (BEL)  | 44e                     |

| BigMat-Auber 93 BIG | BigMat-Auber 93 BIG       | BigMat-Auber 93 BIG |
| ------------------- | ------------------------- | ------------------- |
| Num                 | Coureur                   | Pos                 |
| 61                  | Frédéric Brun (FRA)       | AB                  |
| 62                  | Flavien Dassonville (FRA) | 21e                 |
| 63                  | Alo Jakin (EST)           | AB                  |
| 64                  | Dimitri Le Boulch (FRA)   | AB                  |
| 65                  | Maxime Renault (FRA)      | AB                  |
| 66                  | Stéphane Rossetto (FRA)   | 17e                 |
| 67                  | Théo Vimpère (FRA)        | 42e                 |
| 68                  | Pierre Gouault (FRA)      | 38e                 |

| Roubaix Lille Métropole RLM | Roubaix Lille Métropole RLM | Roubaix Lille Métropole RLM |
| --------------------------- | --------------------------- | --------------------------- |
| Num                         | Coureur                     | Pos                         |
| 71                          | Julien Duval (FRA)          | 55e                         |
| 72                          | Rudy Kowalski (FRA)         | AB                          |
| 73                          | Jean-Lou Paiani (FRA)       | 47e                         |
| 74                          | Baptiste Planckaert (BEL)   | 20e                         |
| 75                          | Jimmy Turgis (FRA)          | 18e                         |
| 76                          | Maxime Vantomme (BEL)       | 4e                          |
| 77                          | Franck Vermeulen (FRA)      | 46e                         |
| 78                          |                             |                             |

| La Pomme Marseille 13 LPM | La Pomme Marseille 13 LPM  | La Pomme Marseille 13 LPM |
| ------------------------- | -------------------------- | ------------------------- |
| Num                       | Coureur                    | Pos                       |
| 81                        | Julien Antomarchi (FRA)    | 33e                       |
| 82                        | Rémy Di Grégorio (FRA)     | 5e                        |
| 83                        | Julien El Fares (FRA)      | 22e                       |
| 84                        | Domingos Gonçalves (POR)   | 66e                       |
| 85                        | Justin Jules (FRA)         | 35e                       |
| 86                        | Antoine Lavieu (FRA)       | 43e                       |
| 87                        | Yoann Paillot (FRA)        | 64e                       |
| 88                        | Clément Saint-Martin (FRA) | 88e                       |

| Nankang-Fondriest CEF | Nankang-Fondriest CEF  | Nankang-Fondriest CEF |
| --------------------- | ---------------------- | --------------------- |
| Num                   | Coureur                | Pos                   |
| 91                    | Filippo Baggio (ITA)   | AB                    |
| 92                    | Alfredo Balloni (ITA)  | AB                    |
| 93                    | Matteo Belli (ITA)     | 26e                   |
| 94                    | Alfonso Fiorenza (ITA) | AB                    |
| 95                    | Giacomo Forconi (ITA)  | AB                    |
| 96                    | Matteo Gozzi (ITA)     | 65e                   |
| 97                    | Antonio Merolese (ITA) | 56e                   |
| 98                    | Loris Paoli (ITA)      | AB                    |

| Differdange-Losch CCD | Differdange-Losch CCD  | Differdange-Losch CCD |
| --------------------- | ---------------------- | --------------------- |
| Num                   | Coureur                | Pos                   |
| 101                   | César Bihel (FRA)      | 63e                   |
| 102                   |                        |                       |
| 103                   | Sven Fritsch (LUX)     | AB                    |
| 104                   | Gediminas Kaupas (LTU) | AB                    |
| 105                   | Vytautas Kaupas (LTU)  | AB                    |
| 106                   | Luboš Pelánek (CZE)    | NP                    |
| 107                   | Augusto Sánchez (DOM)  | 67e                   |
| 108                   | Kevin Suarez (BEL)     | AB                    |

| Wallonie-Bruxelles WBC | Wallonie-Bruxelles WBC   | Wallonie-Bruxelles WBC |
| ---------------------- | ------------------------ | ---------------------- |
| Num                    | Coureur                  | Pos                    |
| 111                    | Maxime Anciaux (BEL)     | 37e                    |
| 112                    | Quentin Bertholet (BEL)  | 24e                    |
| 113                    | Olivier Chevalier (BEL)  | AB                     |
| 114                    | Florent Mottet (BEL)     | 50e                    |
| 115                    | Loïc Pestiaux (BEL)      | AB                     |
| 116                    | Christophe Prémont (BEL) | 61e                    |
| 117                    | Julien Stassen (BEL)     | 16e                    |
| 118                    |                          |                        |